# Gaetano Ciocca
Gaetano Ciocca (Garlasco, 27 giugno 1882 – Garlasco, 31 ottobre 1966) è stato un ingegnere, inventore e saggista italiano.
Come ingegnere ha lavorato nel settore degli impianti ferroviari ed elettromeccanici, elaborando il progetto della "strada guidata", in seguito si è dedicato alla bonifica del Pavese e alla costruzione di villaggi di edilizia popolare in Piemonte e Lombardia. Come saggista ha pubblicato le riflessioni elaborate durante i viaggi in Unione Sovietica (Giudizio sul bolscevismo, 1933) e negli Stati Uniti d'America (Economia di massa, 1936) e le serie di articoli Dialoghi sulle cose possibili (1942) e Discorsi sulle cose reali (1943), pubblicate sulla rivista Tempo. L'archivio di Ciocca è conservato presso l'Archivio del '900 del Mart di Rovereto.

## Biografia
Gaetano Ciocca nasce a Garlasco il 27 giugno 1882. Frequenta il liceo a Vigevano, in seguito si iscrive al Politecnico di Torino dove consegue la laurea in Ingegneria industriale nel 1904. Nel 1905 è assunto dall'Ansaldo di Cornigliano Ligure, in seguito lavora presso le Officine elettro-ferroviarie e la ditta Carminati & Toselli. Tra il 1911 e il 1915 svolge la libera professione nel settore degli impianti ferroviari e elettromeccanici a Milano. Nel 1915, all'inizio della prima guerra mondiale, parte volontario per il fronte. Dopo la guerra riprende il lavoro di ingegnere a Milano, sempre come libero professionista, in particolare svolge il ruolo di perito tecnico per la Società Ferrovie Nord e la Compagnia d'assicurazioni Zurigo. È eletto segretario della sezione milanese dell'Associazione nazionale ingegneri liberi professionisti.
Nel 1922 Ciocca elabora il progetto della "strada guidata", che propone il trasporto di persone e merci tramite trazione automobile su un binario in cemento. Nel 1930 è incaricato dalla Fiat di Torino di progettare e dirigere la costruzione di uno stabilimento per la produzione di cuscinetti a Mosca. Da maggio 1930 a settembre 1932 si trasferisce in Russia per seguire i lavori. Dal 1933 collabora con la rivista Quadrante. Nell'agosto dello stesso anno pubblica il saggio Giudizio sul bolscevismo, che raccoglie memorie della sua permanenza in Unione Sovietica. Il saggio è recensito positivamente dalla critica e anche da Benito Mussolini che lo elogia su Il Popolo d'Italia. Nel 1934 Ciocca compie un viaggio negli Stati Uniti d'America in seguito al quale pubblica il libro Economia di massa (1936), con prefazione di Valentino Bompiani.
Negli anni Trenta Ciocca elabora nuove tecniche costruttive basate sull'uso di prefabbricati nel settore dell'edilizia popolare e si dedica alla zootecnia studiando il modo di aumentare la produttività degli impianti. Partecipa inoltre a numerosi convegni e conferenze in cui illustra le proprie invenzioni. Al IV Convegno Volta, nell'autunno 1934, teorizza la creazione di un "teatro di massa", tema del saggio La tecnica del teatro di massa, pubblicato l'anno seguente. Nello stesso periodo collabora con il gruppo di architetti milanesi BBPR (Gian Luigi Banfi, Lodovico Barbiano di Belgiojoso, Enrico Peressutti e Ernesto Nathan Rogers) alla stesura del nuovo piano regolatore di Pavia, e in seguito al concorso per la progettazione della Mostra della civiltà italica per il complesso E42 di Roma, ottenendo il secondo premio.
Dall'aprile 1936 al febbraio 1937 Ciocca è volontario in Africa nella guerra d'Etiopia come maggiore e comandante del genio divisionale. Dal 1937 risiede a Roma, dove continua a promuovere il progetto della "strada guidata", sulla quale pubblica nel 1939 il saggio La strada guidata. Negli stessi anni si dedica alla campagna di bonifica del Pavese realizzando canalizzazioni e drenaggi. Dal giugno al novembre 1942 collabora con la rivista Tempo di Alberto Mondadori, pubblicando i Dialoghi delle cose possibili, 25 articoli sulla società moderna in forma di dialogo filosofico. Dall'aprile al luglio del 1943 pubblica, sempre su Tempo, i 15 Discorsi sulle cose reali, considerazioni filosofiche sull'assetto politico-economico dello Stato e sulla società italiana. Durante la seconda guerra mondiale collabora con i partigiani piemontesi.
Nel dopoguerra Ciocca è membro del comitato organizzatore del Convegno nazionale per la ricostruzione edilizia di Milano e partecipa al Congresso nazionale per la ricostruzione dell'industria, e si occupa della realizzazione di villaggi prefabbricati a Novara, Pavia, Vigevano e Casate. Dal 1954 al 1960 collabora a Il giornale dell'ingegnere con una serie di articoli che inserisce nel saggio La chiara scienza, rimasto incompiuto. Negli anni Cinquanta realizza il complesso Palazzo Lido Sport di Milano ed elabora il piano regolatore di Vigevano. Negli anni Sessanta si ritira a Garlasco, dove si avvicina al pacifismo. Nel saggio Per una lingua internazionale teorizza la creazione di una lingua universale basata sul latino, simile a quella sviluppata da Giuseppe Peano. Si spegne a Garlasco il 31 ottobre 1966.

## Pubblicazioni
- Giudizio sul bolscevismo, Milano, Bompiani, 1933.

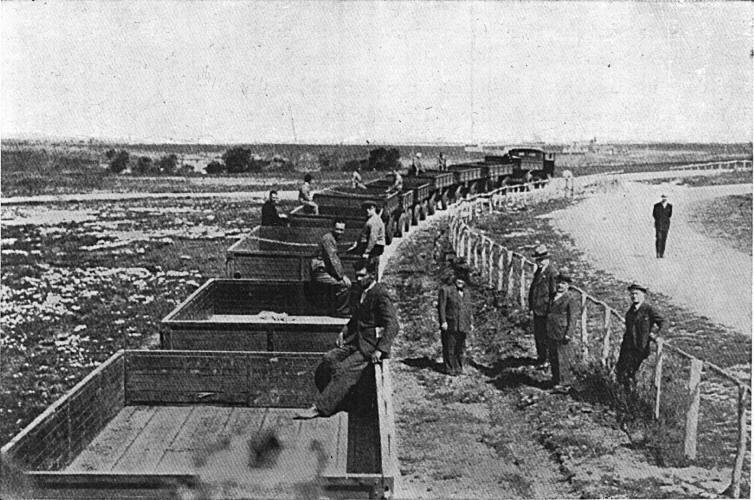
La strada guidata

- La tecnica del teatro di massa, Roma, Reale Accademia d'Italia, 1935.
- Economia di massa, Milano, Bompiani, 1936.
- La strada guidata, Milano, Bompiani, 1939.
- Dialoghi delle cose possibili, in Tempo, Milano, Mondadori, 1942.
- Discorsi sulle cose reali, in Tempo, Milano, Mondadori, 1943.
- Per una lingua internazionale, Pavia, Tipografia popolare, 1963.